# Зимницы Малые
Зи́мницы Ма́лые — деревня в Палехском районе Ивановской области, России. Входит в состав Пановского сельского поселения.

## География
Расположена в северо-восточной части Палехского района в 0,5 км к северо-востоку от д. Паново, и в 0,5 км от автодороги М7 «Волга» Иваново-Нижний-Новгород.

## Население
| 1859 | 1905 | 2010 |
| ---- | ---- | ---- |
| 85   | ↗102 | ↘2   |